# René Coppens
Pour les articles homonymes, voir Coppens.
René Coppens, né le 16 février 1943 à Molenbeek-Saint-Jean est un homme politique belge bruxellois, membre de OpenVLD. 
Il est docteur en droit, licencié en notariat et Directeur au Parlement flamand (en congé politique).

## Fonctions politiques
- Membre du Parlement de la Région de Bruxelles-Capitale depuis le 29 juin 2004
- Secrétaire du Parlement depuis le 19 juillet 2004
- Échevin à Ganshoren

## Décorations
- Grand officier de l'ordre de Léopold (26 mai 2014)[1]